# Малый Ходачков
Малый Ходачков (укр. Малий Ходачків) — село в Великоборковской поселковой общине Тернопольского района Тернопольской области Украины.
Население по переписи 2001 года составляло 1352 человека. Почтовый индекс — 47741. Телефонный код — 3529.